# Conflicte de les Granges de Xebaa (2000-2006)

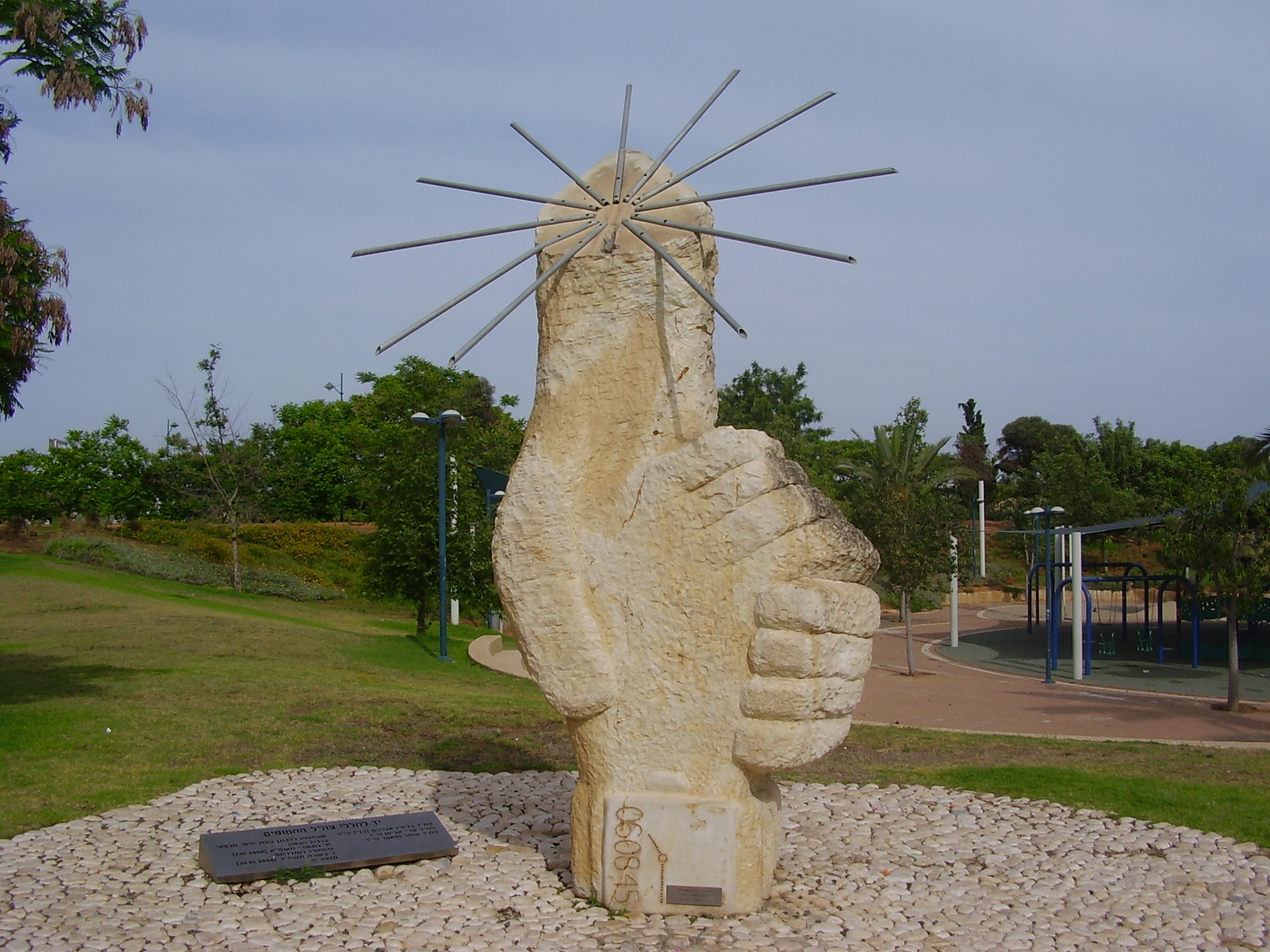
Memorial a Petah Tikva a 3 soldats de les FDI, morts i segrestats per Hezbollah l'octubre de 2000.

El conflicte de les Granges de Xebaa del 2000 al 2006 va ser un conflicte fronterer de baixa intensitat entre Israel i Hezbollah pel control de les Granges, un territori en disputa situat a la frontera entre el primer i el Líban al regió dels Alts del Golan. Els combats entre els dos bàndols van consistir principalment en atacs amb coets i morters a la regió dels Alts del Golan i la regió Nord d'Israel per part d'Hezbol·là i en bombardejos d'artilleria i atacs aeris al sud del Líban per part d'Israel. Els enfrontaments van començar uns mesos després de la retirada israeliana del Líban l'any 2000, ja que Hezbol·là la considerava incompleta degut a la presència de les Forces de Defensa d'Israel a les Granges. El conflicte va culminar en la guerra del Líban de 2006; a data de 2024 Israel manté el control del territori.

## Cronologia dels atacs

### 2000
- 7 d'octubre - Hezbol·là va llençar una incursió transfronterera. Tres soldats de les FDI van morir i els seus cossos capturats. Posteriorment, cinc persones van resultar ferides pel foc de l'artilleria israeliana.
- 26 de novembre - Una càrrega explosiva va detonar mentre una força de les FDI es trobava en una missió d'obertura de carretera. Un soldat mort i dos ferits.

### 2001
- 31 de gener - Sis morters van ser disparats contra una avançada israeliana prop de la frontera amb el Líban, cap víctima mortal.
- 16 de febrer - Un comboi de les FDI va ser atacat per foc antitanc. Un soldat mor i tres resulten ferits. Israel respon amb atacs aeris contra objectius vinculats a Hezbol·là al sud del Líban.
- 14 d'abril - Un míssil antitanc va impactar contra un tanc de les FDI, matant un soldat. En resposta els avions israelians van bombardejar una estació de radar siriana al Líban, matant un soldat sirià i ferint-ne quatre més.[4]
- 29 de juny - Combatents d'Hezbol·là van disparar míssils antitanc i obusos de morter contra posicions de les FDI, ferint dos soldats.
- 1 de juliol - avions de guerra de l'IAF (Forces Aèries d'Israel) van bombardejar una estació de radar siriana al Líban, ferint tres soldats sirians i un de libanès. Hezbol·là respon bombardejant posicions al nord d'Israel. I l'IAF respon a aquests bombardejos amb atacs a posicions d'Hezbol·là amb helicòpters de combat AH-64 Apache.[5]

### 2002
- 12 de març - Va tenir lloc l'Atac de Matzuva, en que dos membres del Gihad Islàmic palestí van matar sis civils israelians, inclòs un oficial de les FDI fora de servei.[6]
- 29 d'agost - Un soldat de les FDI mor i dos resulten ferits per un atac amb coets.
- Desembre - Les IAF van dur a terme nombrosos atacs aeris a tot el Líban. A més d'atacar carreteres, ponts i dipòsits de municions, també van bombardejar diverses estacions de transformació elèctrica a diversos punts del Líban, deixant sense electricitat grans parts de Beirut i els seus suburbis, i diverses comunitats dels districtes de Chouf, Baalbek i Bint Jbeil. Paral·lelament coets d'Hezbol·là van colpejar Kiryat Shmona, matant dos civils israelians.[7]

### 2003
- 7 de maig - Hezbol·là va atacar varies posicions de les FDI a les Granges amb coets, morters i armes lleugeres, matant un soldat i ferint cinc civils.
- 20 de juliol - Franctiradors d'Hezbol·là van matar dos soldats de les FDI en un post fronterer. Les FDI van prendre represàlies amb foc de tancs a una posició de Hezbollah, matant un combatent. L'IAF va llançar múltiples vols sobre el Líban, dos dels quals van generar potents bangs sònics sobre Beirut.
- 22 de juliol - Dos civils israelians a Shlomi van ser ferits pels obusos antiaeris d'Hezbol·là disparats contra avions de guerra de la IAF sobre el sud del Líban.
- 2 d'agost - Ali Hussein Saleh, membre d'Hezbol·là, va ser assasinat per un cotxe bomba a Beirut, suposadament per la intel·ligència israeliana.[8]
- 3 d'agost - Militants d'Hezbol·là van disparar coets i morters contra tres posicions militars israelianes a les Granges. Israel reacciona amb atacs aeris al sud del Líban.
- 10 d'agost - Un adolescent israelià va morir i quatre civils van ser ferits per la metralla d'un obus antiaeri d'Hezbol·là disparat al nord d'Israel.
- 6 d'octubre - Un soldat de les FDI va morir per trets d'Hezbol·là. Es van disparen míssils i coets antitanc de Hezbollah contra un post de les FDI a la zona de Reaches Ramim.

### 2004
- 19 de gener - Un soldat israelià va morir i un altre va resultar greument ferit després que un míssil antitanc d'Hezbol·là impactés contra una excavadora blindada de les FDI que va creuar al Líban per netejar explosius.
- 20 de gener - Israel va bombardejar dues bases d'Hezbol·là a la vall de la Bekaa, causant un nombre desconegut de víctimes.[9]
- 7 de maig - El foc d'Hezbol·là va matar un soldat israelià i en va fereir greument dos més. Després, tant Israel com Hezbol·là es van bombardejar mútuament a través de la frontera.[10]
- 19 de juliol - Ghaleb Awwali, oficial d'Hezbol·là, va ser assasinat per un cotxe bomba, suposadament per la intel·ligència israeliana.
- 20 de juliol - El foc d'un franctirador d'Hezbol·là va matar dos soldats de les FDI en un post fronterer. Com a represàlia, helicòpters d'atac israelians van disparar míssils contra posicions d'Hezbol·là i un tanc israelià va disparar contra un post d'observació de Hezbollah prop d' Ayta ash Shab, matant un combatent de Hezbollah. Els combatents d'Hezbol·là a la frontera van retornar el foc i, posteriorment, van ser atacats per helicòpters israelians.[11]

### 2005

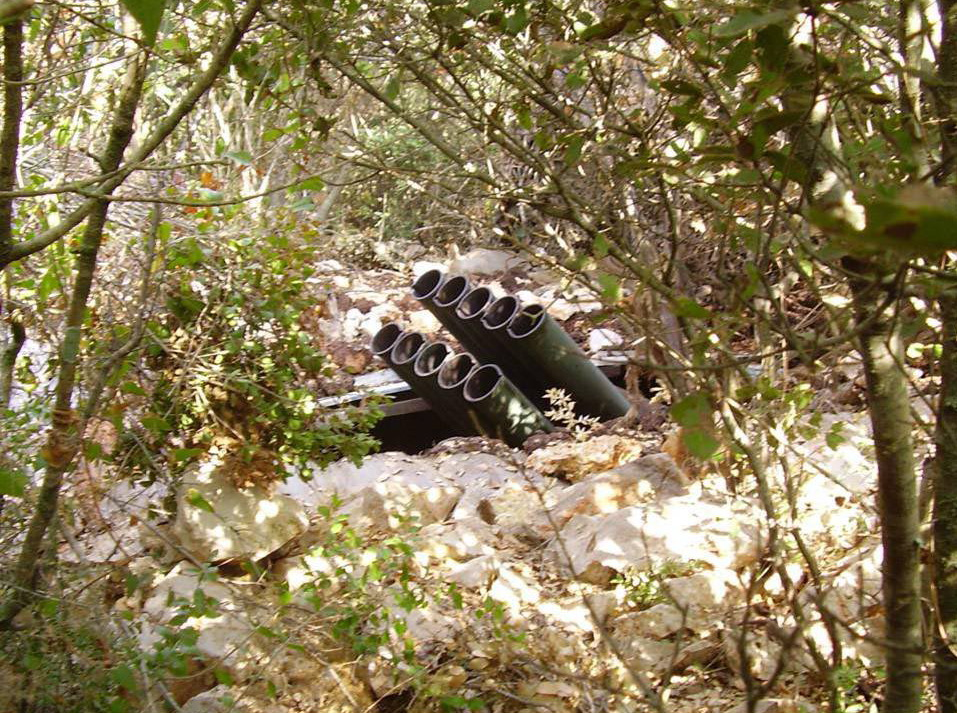
Posició camuflada de llançament de cohets Katiuixa d'Hezbol·là al Sud del Líban, similar a les posicions emprades durant el conflicte per atacar Israel

- 9 de gener - Un atac amb IED en una carretera al nord d'Israel va matar un soldat israelià. Israel va respondre amb bombardejos, durant els quals un oficial francès que servia amb la UNIFIL va ser morir i un oficial suec i un civil libanès van resultar ferits.[12]
- 7 d'abril - Dos àrabs israelians de Ghajar van ser segrestats per Hezbol·là i retinguts durant quatre dies, interrogats i finalment alliberats.
- Juny - Una unitat de paracaigudistes israelians va descobrir tres combatents d'Hezbol·là intentant infiltrar-se a Israel a través de la frontera i van obrir foc contra ells, matant-ne un.
- 29 de juny - Després de la mort d'un soldat israelià i quatre ferits pel foc de morter d'Hezbollah, avions de guerra i artilleria israelians van llençar atacs contra Hezbol·là al sud del Líban.[13]
- 30 de juny - Guerrilles d'Hezbol·là van llençar un atac contra les forces israelianes a les Granges i van ferir sis soldats. Israel va respondre amb un atac aeri que va matar un combatent de Hezbollà.[14]
- 21 de novembre - Cinc guerrillers de Hezbol·là van creuar als Alts del Golan ocupats per Israel amb motocicletes i vehicles tot terreny, i van atacar una avançada a Ghajar ocupat per una unitat de paracaigudistes de les FDI; però els cinc atacants van ser abatuts per un franctirador de la unitat. En resposta a la incursió els avions de guerra israelians van atacar objectius d'Hezbol·là al sud del Líban; Hezbol·là va respondre disparant morters i coets contra avançades i pobles israelians, ferint nou soldats i dos civils.[15][16]
- 28 de desembre - Després que un llançament de coets des del Líban impactés al nord d'Israel, avions de guerra israelians van bombardegar una base d'Hezbol·là al sud de Beirut.

### 2006
- 27 de maig - En el que es va descriure com l'enfrontament més intens des de la retirada de les tropes israelianes l'any 2000, Hezbol·là va disparar un gran nombre de coets al nord d'Israel, ferint un soldat. Israel va respondre amb atacs aeris, matant dos combatents d'Hezbol·là. L'atac d'Hezbol·là podria haver estat una represàlia per l'assassinat de Mahmoud al-Majzoub, un oficial del Gihad Islàmic palestí.[17]
- 12 de juliol - La incursió transfronterera de Hesbol·là de 2006 va marcar el final del conflicte de les Granges de Xebaa del 2000 al 2006 i escala amb l'inici de la guerra del Líban de 2006.[2][3][18]

## Conseqüències
El 15 de març de 2005 Walid Jumblatt, un polític drus libanès i líder del Partit Socialista Progressista, va declarar públicament que el Líban no té cap reclamació sobre les Granges de Xebaa i que els atacs des de sòl libanès eren il·legítims. En sentit contrari el primer ministre i president van afirmar que el Líban si que té un reclam sobre la zona.
Després de la guerra del 2006, la Resolució 1701 del Consell de Seguretat de l'ONU va demanar la "delimitació de les fronteres internacionals del Líban, especialment en aquelles zones on la frontera és disputada o incerta, inclosa la zona de les granges de Shebaa".
El 28 d'agost de 2006, els combatents de Hezbollah es van retirar definitivament de les posicions properes a la zona de les Granges de Xebaa, solidificant el control israelià sobre la zona. Control que segueix mantenent fins a data de 26 d'agost de 2024.